# دیوید هاکنی
دیوید هاکنی (به انگلیسی: David Hockney) (زاده ۹ ژوئیه ۱۹۳۷) نقاش، طراح، چاپگر، عکاس انگلیسی و یکی از مهم‌ترین پیشگامان جنبش پاپ آرت دهه ۱۹۶۰ است.
هاکنی به سبب نوجویی پیگیر، تنوع و تناقض آثارش یکی از هنرمندان نامدار و اثرگذار دهه‌های اخیر به‌شمار می‌آید. او همچنین یک محقق در زمینه هنر می‌باشد.

## سالهای نخست
دیوید هاکنی در ۹ ژوئیه ۱۹۳۷ در برادفورد به دنیا آمد و تحصیلات خود را در مدرسه گرامر برادفورد، کالج هنر برادفورد، و کالج سلطنتی هنر (۱۹۶۲–۱۹۵۹) در لندن، جایی که با رونالد بی کیتاج آشنا شد و تحت تأثیر او به نقاشی پیکرنما و بهره‌گیری از منابع ادبی روی آورد، ادامه داد.
هنگامی که در کالج سلطنتی هنر بود، در نمایشگاه معاصران جوان (۱۹۶۲) در کنار پیتر بلیک، که ورود هنر پاپ آرت انگلیسی را اعلام کرد، با چهار نقاشی به شیوه‌های مختلف و با عنوان کلی تظاهرات تنوع شرکت نمود. او کاملاً در امتداد هنر پاپ انگلیسی قرار کرفت اگرچه در کارهای اولیه او عناصر اکسپرسیونیستی نیز دیده می‌شود، نه کاملاً شبیه آثار فرانسیس بیکن. اما در برخی آثار، مانند ما دو پسر در کنار هم شفیقیم (۱۹۶۱)، بر اساس شعری از والت ویتمن. این آثار همچنین به همجنسگرایی او ارتباط داده می‌شود. از ۱۹۶۳ آثار هاکنی توسط یکی از اثرگذارترین دلالان هنر، جان کاسمین عرضه می‌شد. همچنین در ۱۹۶۳ هاکنی به نیویورک رفت و در آنجا با اندی وارهول تماس پیدا کرد. بعدها، در دیداری از کالیفرنیا، جایی که در آن مقیم شد، موضوع‌های زندگی بورژواها را نقاشی کرد، همچنین نقاشی‌های رنگ و روغنی از استخرهای لوس آنجلس کشید. این کارها واقعگراتر و با رنگ‌های زنده تری اجرا شده‌اند. او همچنین به اجرای چاپ‌های دستی، پرتره‌هایی از دوستان، تصویرسازی برای شعر پرداخت. دفتری از طراحی‌هایش را با نام سفرهایی با قلم، مداد و مرکب (۱۹۷۸) به چاپ رسانید. طی سال‌های بعد به طراحی صحنه برای رویال کورت تئاتر، گلین دبورن، لا اسکالا و متروپولیتن اپرا در نیویورک پرداخت. او که گهگاه عکاسی می‌کرد، از اوایل دهه ۱۹۸۰، دست به تجربه‌هایی در فتوکلاژ زد که تصویرهای هم‌زمان در نقاشی کوبیست را به یاد می‌آورند.

### لیتوگرافی

شتکی بزرگ‌تر، ۱۹۶۷، مجموعه تیت لندن

هاکنی در مدرسه هنر برادفرد، یورک شایر، لیتوگرافی را فراگرفت. اولین اثر چاپ او من و قهرمانانم (۱۹۶۱)، که او را در کنار گاندی و والت ویتمن نشان می‌دهد، است. اولین پروژه مهم او در چاپ دستی یک سری شانزده تایی اچینگ مراحل هرزگی بود. که در آن کار روایی هوگارت به همین نام را با تجربیات شخصی‌اش از نیویورک درآمیخته بود. با این اثر چون هنرمندی با استعداد معرفی شد.
در دهه ۱۹۶۰ در کالیفرنیا با همکاری کن تایلر سری دیگری از کارهای چاپ را تحت عنوان یک مجموعه هالیوود خلق کرد. بسیاری از این لیتوگراف‌ها چهره‌های دوستان او، و اغلب از سلیا بیرت‌ول است. در ۱۹۷۱–۱۹۷۰ خانم و آقای کلارک و پرسی را نقاشی کرد که تصویری از سلیا و همسرش اوسی کلارک، طراح لباس، در خانه‌شان در ناتینگ هیل بود. این اثر به یکی از مردمی‌ترین‌های مجموعه نگارخانه تیت و بر اساس رای‌گیری رادیو ۴ بی‌بی‌سی در سال ۲۰۰۵ به عنوان یکی از محبوب‌ترین نقاشی‌های انگلیس تبدیل شد.
اولین اثر چاپی او در دهه ۱۹۸۰ دو لیتوگراف بزرگ از سلیا بود که توسط جمینی جی.ای.ال. (استودیویی که توسط کن تایلر تأسیس گردید) چاپ شد. هاکنی همچنین دو اچینگ به بزرگداشت پابلو پیکاسو پس از درگذشتش در ۱۹۷۳، کسی که او کارهایش را تقدیر و تحت تأثیر آن نیز بود، خلق کرد.
در یک بهره‌گیری نامتعارف از نقاشی، عنوان آغازین فیلم سوییت کالیفرنیا (۱۹۷۸) از نیل سایمون، بر اساس نمایشی از او به همین نام، با نمایش ده‌ها نقاشی با موضوع کالیفرنیا از آثار هاکنی شروع می‌شود.

### متصل‌شدگان (The Joiners)
هاکنی همچنین به کار عکاسی نیز می‌پرداخت، او تعداد بسیاری عکس (بین ۵ تا ۱۵۰ عدد) پولاروید یا عکس‌هایی با قطع کوچک را (از یک موضوع) در کنار هم بصورتی ترکیب می‌کرد که اثری واحد خلق می‌شد. از آنجا که این تصاویر از زوایای مختلف و در زمان‌هایی متغیر (اگرچه اندک) انداخته شده بودند، نتیجه اثری بود که حال و هوای کارهای کوبیستی را تداعی می‌کرد، فضایی که هاکنی شیفته آن بود. برخی از این کارها مناظر - مانند بزرگراه پیربلوسام شماره دو - و برخی دیگر چهره‌نگاره بودند.

## برخی از آثار
- من و قهرمانانم (۱۹۶۱) (او را در کنار گاندی و والت ویتمن نشان می‌دهد)
- ما دو پسر در کنار هم شفیقیم (۱۹۶۱)
- یک مجموعه هالیوود
- خانم و آقای کلارک و پرسی (۱۹۷۱–۱۹۷۰)

## نوشته‌ها
- سفرهایی با قلم، مداد و مرکب (۱۹۷۸) (دفتری از طراحی‌هایش)